# 赫尔-乌尔哈-泽林斯基反应
赫尔－乌尔哈－泽林斯基反应（Hell-Volhard-Zelinski反应、HVZ反应）是羧酸与卤素在催化量的三溴化磷、三氯化磷（也可用磷+卤素代替）或碘等试剂的作用下，α-氢被卤素取代生成α-卤代羧酸的反应。控制卤素用量，可以得到一元或多元的卤代酸。工业上各种氯代乙酸就是通过这个反应制备的。这个反应是以三位化学家的名字命名的，分别是卡尔·马格纳斯·冯·赫尔（1849年–1926年）、雅各布·乌尔哈（1834年–1910年）和尼古拉·泽林斯基（1861年–1953年）。

## 反应机理
三溴化磷首先将羧酸转化为酰溴，由于酰卤α-氢更活泼，更容易发生烯醇化反应，使卤化反应变得容易。生成的溴代烯醇与溴反应生成α-溴代酰溴，然后与羧酸发生交换反应生成α-溴代羧酸。交换反应一步的机理见下图，由于反应后又生成一分子酰溴，故只需催化量的三溴化磷便可使反应发生。
圖片內彎曲箭有部分錯誤，應做修正。